# 1485 год
1485 (ты́сяча четы́реста во́семьдесят пя́тый) год  по юлианскому календарю — невисокосный год, начинающийся в субботу. Это 1485 год нашей эры, 5‑й год 9‑го десятилетия XV века 2‑го тысячелетия, 6‑й год 1480‑х годов. Он закончился 540 лет назад.
| Пн | Вт | Ср | Чт | Пт | Сб | Вс |
|    |    |    |    |    | 1  | 2  |
| 3  | 4  | 5  | 6  | 7  | 8  | 9  |
| 10 | 11 | 12 | 13 | 14 | 15 | 16 |
| 17 | 18 | 19 | 20 | 21 | 22 | 23 |
| 24 | 25 | 26 | 27 | 28 | 29 | 30 |
| 31 |    |    |    |    |    |    |

| Пн | Вт | Ср | Чт | Пт | Сб | Вс |
|    | 1  | 2  | 3  | 4  | 5  | 6  |
| 7  | 8  | 9  | 10 | 11 | 12 | 13 |
| 14 | 15 | 16 | 17 | 18 | 19 | 20 |
| 21 | 22 | 23 | 24 | 25 | 26 | 27 |
| 28 |    |    |    |    |    |    |

| Пн | Вт | Ср | Чт | Пт | Сб | Вс |
|    | 1  | 2  | 3  | 4  | 5  | 6  |
| 7  | 8  | 9  | 10 | 11 | 12 | 13 |
| 14 | 15 | 16 | 17 | 18 | 19 | 20 |
| 21 | 22 | 23 | 24 | 25 | 26 | 27 |
| 28 | 29 | 30 | 31 |    |    |    |

| Пн | Вт | Ср | Чт | Пт | Сб | Вс |
|    |    |    |    | 1  | 2  | 3  |
| 4  | 5  | 6  | 7  | 8  | 9  | 10 |
| 11 | 12 | 13 | 14 | 15 | 16 | 17 |
| 18 | 19 | 20 | 21 | 22 | 23 | 24 |
| 25 | 26 | 27 | 28 | 29 | 30 |    |

| Пн | Вт | Ср | Чт | Пт | Сб | Вс |
|    |    |    |    |    |    | 1  |
| 2  | 3  | 4  | 5  | 6  | 7  | 8  |
| 9  | 10 | 11 | 12 | 13 | 14 | 15 |
| 16 | 17 | 18 | 19 | 20 | 21 | 22 |
| 23 | 24 | 25 | 26 | 27 | 28 | 29 |
| 30 | 31 |    |    |    |    |    |

| Пн | Вт | Ср | Чт | Пт | Сб | Вс |
|    |    | 1  | 2  | 3  | 4  | 5  |
| 6  | 7  | 8  | 9  | 10 | 11 | 12 |
| 13 | 14 | 15 | 16 | 17 | 18 | 19 |
| 20 | 21 | 22 | 23 | 24 | 25 | 26 |
| 27 | 28 | 29 | 30 |    |    |    |

| Пн | Вт | Ср | Чт | Пт | Сб | Вс |
|    |    |    |    | 1  | 2  | 3  |
| 4  | 5  | 6  | 7  | 8  | 9  | 10 |
| 11 | 12 | 13 | 14 | 15 | 16 | 17 |
| 18 | 19 | 20 | 21 | 22 | 23 | 24 |
| 25 | 26 | 27 | 28 | 29 | 30 | 31 |

| Пн | Вт | Ср | Чт | Пт | Сб | Вс |
| 1  | 2  | 3  | 4  | 5  | 6  | 7  |
| 8  | 9  | 10 | 11 | 12 | 13 | 14 |
| 15 | 16 | 17 | 18 | 19 | 20 | 21 |
| 22 | 23 | 24 | 25 | 26 | 27 | 28 |
| 29 | 30 | 31 |    |    |    |    |

| Пн | Вт | Ср | Чт | Пт | Сб | Вс |
|    |    |    | 1  | 2  | 3  | 4  |
| 5  | 6  | 7  | 8  | 9  | 10 | 11 |
| 12 | 13 | 14 | 15 | 16 | 17 | 18 |
| 19 | 20 | 21 | 22 | 23 | 24 | 25 |
| 26 | 27 | 28 | 29 | 30 |    |    |

| Пн | Вт | Ср | Чт | Пт | Сб | Вс |
|    |    |    |    |    | 1  | 2  |
| 3  | 4  | 5  | 6  | 7  | 8  | 9  |
| 10 | 11 | 12 | 13 | 14 | 15 | 16 |
| 17 | 18 | 19 | 20 | 21 | 22 | 23 |
| 24 | 25 | 26 | 27 | 28 | 29 | 30 |
| 31 |    |    |    |    |    |    |

| Пн | Вт | Ср | Чт | Пт | Сб | Вс |
|    | 1  | 2  | 3  | 4  | 5  | 6  |
| 7  | 8  | 9  | 10 | 11 | 12 | 13 |
| 14 | 15 | 16 | 17 | 18 | 19 | 20 |
| 21 | 22 | 23 | 24 | 25 | 26 | 27 |
| 28 | 29 | 30 |    |    |    |    |

| Пн | Вт | Ср | Чт | Пт | Сб | Вс |
|    |    |    | 1  | 2  | 3  | 4  |
| 5  | 6  | 7  | 8  | 9  | 10 | 11 |
| 12 | 13 | 14 | 15 | 16 | 17 | 18 |
| 19 | 20 | 21 | 22 | 23 | 24 | 25 |
| 26 | 27 | 28 | 29 | 30 | 31 |    |

## События
- 1350—1490 — Борьба <<трески>> и <<крючков>>. Серия внутренних военных конфликтов, в основном, вокруг титула графа Голландии[1].
- 1455—1485 — закончилась война Алой и Белой Розы в Англии[2].
  - 22 августа — Битвой при Босворте закончилась Война Алой и Белой розы. Претендент на английский престол Генрих Тюдор победил короля Ричарда III, прервав династию Йорков[3].
- 1482—1492 — Гранадская война[4].
- 1485—1488 — началась Безумная война[5].
- 1485—1491 — началась Османо-мамлюкская война[6].
- 1485—1503 — началась Польско-турецкая война[7].
- 16 ноября — битва у Катлабуха. Сражение между войсками молдавского господаря Стефана III Великого и войсками Османской империи[8].
- Матьяш Хуньяди, объявивший в 1482 году войну Габсбургам, после длительной осады занял Вену, куда перенёс свою резиденцию[9].
- Фридрих II Саксонский разделил свои владения между сыновьями Эрнстом и Альбертом.
- Сейм в Кутна-Горе. Провозглашение свободы вероисповедания между католиками и чашниками.
- Крестьянское восстание в Японии в провинции Ямасиро. Подавлено лишь через несколько лет.
- Эпидемия в Майяпане. Город совсем опустел. Люди ица обосновались в лесах около озера Петен-Ица и построили город Тах-Ица (Тайя-Саль).
- Вспышка эпидемии чумы в Венеции[10].

## Русское государство
Правление: 1462—1505 — Иван III Васильевич
- Весна — Иван III складывает с себя крестное целование Михаилу Борисовичу, за его сношения с польским королём Казимиром, направленном против Москвы. Великий князь посылает к нему для переговоров тверского епископа Вассиана, соглашаясь зваться «молодшим братом» великого князя, уступить ему все спорные участки земли и участвовать во всех войнах. В итоге: Иван заключает с Тверью перемирие до 20 июля[11].
- Май — Иван III принимает на службу из Твери Андрея Борисовича Микулинского и Иосифа Андреевича Дорогобужского. Великий князь даёт им: Андрею — Дмитров, а Иосифу — Ярославль[11].
- Лето — просьба крымского хана Менгли-Гирея оказать ему военную помощь в борьбе против войск Большой Орды. Разорение русскими войсками улусов Орды[12].
- Июль — после смерти матери, Марии Ярославны (ум. 04 июля), Иван III получает вторую половину Ростова, принадлежавшей ей[11].
- Июль — начинается строительство нового Московского Кремля итальянскими архитекторами, приглашёнными в Москву[11].
  - 19 июля — Антон Фрязин закладывает Тайницкую башню[11].
- Конец лета — московские служилые люди перехватывают грамоту у тверского гонца, посланную Михаилом Борисовичем к польскому королю с просьбой о военной помощи. Узнав об этом, Иван III начинает готовиться к походу на Тверь[11].
  - 21 августа — Иван III собирает войско против Твери: присылает гонца к новгородскому наместнику с приказанием выступить со всеми новгородскими силами. Также призывает старшего сына Ивана Ивановича Молодого и братьев Андрея Углицкого и Бориса Волоцкого. Кроме того, берёт артиллерию «с тюфяки» (лёгкая пушка стрелявшее каменной дробью или свинцовыми шариками) и «с пищальми»[11].
  - 08 сентября — войска великого князя обступают Тверь[11].
  - 10 сентября — сожжены городские посады Твери и тверские бояре начинают переходить на сторону Ивана III[11].
  - Сентябрь — Михаил Борисович Тверской бежал в ВКЛ, а к Ивану III с челобитьем приезжает тверской владыка Вассиан, Михаил Дмитриевич Холмский, бояре и все земские люди «и град отвориша»[11].
  - Середина сентября — Иван III посылает в Тверь своих бояр и дьяков для приведения горожан к присяге, а потом и сам въезжает в Тверь. Отдаёт Тверскую землю своему сыны Ивану Молодому[11].
  - Вхождение Тверского княжества в состав Русского государства[13]
  - 15 сентября — Иван III участвует в торжественной церковной службе храма Святого Спаса Преображения в Твери по случаю присоединения Тверской земли. Иван Иванович Молодой после отъезда отца в Москву поселяется в Твери, став её удельным князем[14].
  - 29 сентября — Иван III с победой торжественно возвращается в Москву[11].
- Октябрь — Иван III направил ответное посольство в Милан к герцогу Джан Галдеаццо Мария Сфорца (1476—1494), которое прибыло в июне 1486 года[15].
- Кашинское княжество с г. Кашин включено в состав Русского государства[16].
- Пожалованы окольничеством: Плещеев Юрло Михайлович[17].
- В Симоновом монастыре возведена каменная трапезная[18].
- Итальянские зодчие приступают к строительству кирпичной стены Московского Кремля.

## Начало правления
См. также: Список глав государств в 1485 году
- 1485—1509 — Король Англии Генрих VII, основатель династии Тюдоров.

## Родились
См. также: Категория:Родившиеся в 1485 году
- 29 мая — Феодосия Ивановна, дочь великого князя Ивана III[11].
- Кортес, Эрнан — испанский конкистадор.
- Екатерина Арагонская — английская королева (1509-1533). Дочь Фердинанда I и Изабеллы I. Жена короля Генриха VIII. Мать королевы Марии I.
- Около 1485 — Коттер, Ханс[англ.], немецкий композитор и органист эпохи Возрождения.
- Около 1485 — Жанекен, Клеман, французский композитор.

## Скончались
См. также: Категория:Умершие в 1485 году
- 16 марта — Анна Невилл, королева Англии с 1483 года. Дочь «делателя королей» Ричарда Невилла. Жена короля Ричарда III.
- 4 июля — Мария Ярославна (в иночестве Марфа), жена Василия Тёмного, мать великого князя Ивана III[11].
- 22 августа — Ричард III, король Англии из династии Йорков, правил с 1483 года по 1485 год. Последний представитель династии Плантагенетов на английском престоле. Погиб в битва при Босворте.